# Melchior von Zaunagg
Melchior von Zaunagg (* 4. Jänner 1667 in Zwettl; † 28. April 1747 ebenda) war ein österreichischer römisch-katholischer Geistlicher, Zisterzienser und Abt des Stiftes Zwettl.

## Leben und Werk
Zaunagg (auch: Zaunack) entstammte einer kleinadeligen Familie. Sein Vater Georg Gottlieb war Hofschreiber der Herrschaft Burg Rappottenstein. Ein älterer Bruder wurde Bürgermeister der Stadt Buda. Zaunagg besuchte die Jesuitenschule in Krems und trat 1689 in das Zisterzienserkloster Zwettl ein. Er legte 1690 die Profess ab, wurde 1695 zum Priester geweiht und 1706 zum Abt gewählt. Als solcher wirkte er 40 Jahre lang.

### Bauherr
Zaunagg prägte wesentlich das heutige Erscheinungsbild des Stiftes Zwettl. Nachdem er in den ersten 16 Jahren seines Abbatiates die finanziellen Verhältnisse des Klosters saniert hatte, verwirklichte er von 1722 bis 1735 ein Programm barocker Bauten unter Einbeziehung der mittelalterlichen Bausubstanz, die geschont wurde (mit Ausnahme des romanischen Langhauses der Stiftskirche, das er durch eine gotische Verlängerung des Hallenchores ersetzte). Seine auffälligsten Bauten waren der Bibliothekssaal und die Turmfassade der Kirche; der Turm ist noch heute das Wahrzeichen des Stiftes.

### Musiker
Nachdem er sich bereits von 1697 bis 1701 als Chorleiter um die musikalische Ausbildung der Klosterschüler verdient gemacht hatte, ließ er von 1728 bis 1730 durch Johann Ignaz Egedacher eine der bedeutendsten Barockorgeln Österreichs bauen, die noch heute Zentrum eines jährlichen Orgelfestes ist.

### Autor
Zaunagg verfasste zahlreiche Schriften in lateinischer Sprache, die Manuskript blieben (dokumentiert im Dictionnaire des auteurs cisterciens).